# Oenopota elongata
Oenopota elongata é uma espécie de gastrópode do gênero Oenopota, pertencente a família Mangeliidae.